# からどろ
『からどろ』は、大西俊輔による日本の漫画作品。『プレコミックブンブン』（ポプラ社）にて創刊号から2006年11月号まで連載されていた。全35話、単行本は全5巻。

## あらすじ
霊感小学生・日高洋平の前にガイコツ姿の女の子・八雲美奈子が現れた。彼女は悪魔を召喚したために体を乗っ取られてしまい、霊感のある洋平に助けを求めてきたのだが……。

## 登場人物

### 人間
日高 洋平（ひだか ようへい）
本作の主人公。小学5年生。母親譲りの強い霊感を持っている。闇の書をでっち上げ、からどろを騙す。絵が上手で、闇の書に書かれたガイコツはかなりリアルである。年相応の少年並に初心で、美奈子の人間体に一目惚れし「絶対肉体を取り返してやる」と告げたり、悪霊を倒したお礼にイザベルに頬にキスをされて真っ赤になったりしていた。
作品後半にて、逃走したからどろを追って美奈子・鈴・実らと共にイギリスに渡り、現地で織江との特訓を積み霊体を掴む能力を手に入れる。美奈子曰く、やろうと思えば人間の肉体から霊体を引き抜くことも出来た。
八雲 美奈子（やくも みなこ）
本作のヒロイン。緑が丘小学校5年5組。金髪の美少女。お人好しで少し天然である。実体を持たない悪魔である「からどろ」に同情し、最初から体を貸すつもりで召喚した。家は大金持ちで、音楽家の父がいる。
霊体時にはガイコツが服を着たような姿をしており、自在に飛行が可能。
榊 鈴（さかき りん）
洋平の親戚で、強い邪気（からどろ）の原因を突き止めるために洋平達のクラスに転校してくる。ピンク色の髪をツインテールにして、片方に鈴を付けている。正義感は強いが霊感は弱く、それゆえガイコツ姿の美奈子を悪霊だと勘違いしていた。外見は可愛いらしく、洋平曰く「黙ってりゃ可愛い。（美奈子と並んでいる姿は）二人の天使ってところか」弓を用い、霊符矢で悪霊を討つ。修行のために日本国外を旅して回っていたようで、英語が話せる。作中には登場しなかったが、弟がいる。第8話から登場。
日高 実（ひだか みのり）
洋平の姉。中学1年生。洋平とは違い霊感はない。母から貰った十字架のネックレスをいつも身に着けている。「神様を信じる心」を持つため、からどろから恐れられている。日本国外に出た母の代わりに家事をこなしている。日記(闇の書)を持ち出した洋平に大怪我を負わせるほど強い。
香流 慎（かなれ しん）
洋平の先輩。昔から体が弱く、強くなりたいがために悪魔・零を召喚してしまい、完全に体を乗っ取られてしまう。第31話で憑依していた零が洋平により引きはがされ、意識を取り戻す。
日高 織江（ひだか おりえ）
洋平の母。強い霊感を活かし、世界中を回って霊に悩まされている人を助けている。
日高 佳介（ひだか けいすけ）
洋平の父。会社員。ぐうたらでだらしないが子供たちを愛する心は強く、洋平達のイギリス行きを当初反対していた。
ジム
イギリスに住んでいる男の子。霊に取り憑かれやすい体質のため、織江に治療してもらっている。兄弟がたくさんいる。
マーガレット
ジムの母。洋平達一行は母との特訓時、彼女の家に滞在していた。
豊川 コージロー（とよかわ こーじろー）
緑が丘小学校5年4組。剛速球を投げる球児である。からどろと入れ替わっている時の美奈子の凄まじい運動能力（からどろの項参照）の噂を聞きつけ、野球対決を申し込もうと会いに行ったところ、彼女に一目惚れしてしまう。第11話と、最終話にも1コマのみ登場。

### 悪魔
異世界の住人。魔術書を通して召喚されるが、マグのように魔術書を通さずに人間界に来ている者もいる。人間の体に入っている時や憑依している時でも悪魔としての能力は発揮できる。
からどろ
美奈子の体を乗っ取った女悪魔。ガイコツ姿で、額に角が付いている。素直でない（所謂ツンデレ）。実体を持たないため、霊感を持つ人でなければ姿は見えない。洋平の策略により、必要な時のみ魔法陣から呼び出し、美奈子の魂と入れ替わるということになった。普段は出入りが自由な緊急用の魔法陣にいる。隙あらば闇の書を処分しようと躍起になる。カラオケが大好きで、美奈子の家の地下にカラオケルームを造らせたほど。物語中盤、現れた零により恐れていた闇の書の正体を知り洋平達と完全に決裂。以後、零と行動を共にする。零封印後、美奈子と心を通わせたことにより邪気がやや弱くなったようだ。
美奈子の肉体を乗っ取った状態でも運動神経は全く衰えず、弓矢を素手で掴んで止めたり、バスケットボールを片手で適当に投げても場外から3ポイントシュートを決めたりできた。
零（ゼロ）
同じ悪魔ですら避けて歩くほどの強大な悪魔。オオカミに悪魔の羽が付いたような姿をしている。宿主の魂に憑依する。単体でいる時のみ封印が可能。テレパシーのような能力も有しており、悪魔・人間の心へ呼びかけができる。香流に憑依していた時は上下とも真っ黒な服を着ていた。人間界を悪魔の世界にしようと企てるが洋平達に阻止され、封印される。
マグ
イギリスで出会った悪魔。邪気が全く無い。人間界ではニット帽で耳を隠している。イギリス到着直後の洋平達の荷物を盗んだことがきっかけで、織江捜索の為、以後洋平達と行動を共にする。魔術書を作り人間界に持ち込んだ張本人。

### 幽霊
勇一（ゆういち）
洋平に母親探しを頼んできた男の子。母子家庭の育ちで、母親思い。当初幽霊だと思われていたが、本人が「死んだ」と勘違いしていただけで、実際は事故のショックで幽体離脱を起こした魂。第5話に登場。
絵里菜（えりな）
洋平に悪霊退治を依頼してきた女の子の霊。両親に先立たれ、自分が死んだ後（おそらく病死）、両親の元に行こうとするも、悪霊に目を付けられ館に留められてしまう。悪霊に「人間（の魂）を差し出したら自由にする」と吹き込まれ、悪霊退治と嘘をつき、洋平達を館に呼び込む。家は城のような豪邸。第12話、13話に登場。
イザベル
恋人に裏切られたことにより自殺した女の霊。天国に送ってもらおうと織江を探すが、留まり続けた民宿で幽霊騒ぎを起こしてしまう。洋平と霊の出るホテルで出会う。

## アイテム
魔術書
からどろを始め、様々な悪魔を呼び出すことができる書物。黒い表紙の分厚い本。マグが悪魔と人間が出会うきっかけにするために作成し、人間界に持ち込んだ。それぞれの悪魔について、呼び出し用・封印用・緊急（封印）用の魔法陣が描かれたページがある。英語のような文章が書かれているが、英語が全く解らない洋平達でも普通に読めているため、どんな人間にも読めるように何らかの細工が施してあると推測される。
闇の書
洋平がからどろを騙すために作った書物。からどろは悪魔を封じる書物だと信じてしまったが、実際は実が5年間書き続けている日記を逆様にしてガイコツの絵を描いただけのものであり、それ自体には何の能力もない。ガイコツが描かれた後も実により日記が付けられている。